# Akratie
Die Akratie (griechisch von α- (Negationsvorsilbe) und κρατία, kratía – Macht, Herrschaft, Kraft, Stärke) bezeichnet nach Franz Oppenheimer die politische Aufhebung der Klassengesellschaft. Da die Herrschaft nie etwas anderes gewesen sei als „die rechtliche Form einer wirtschaftlichen Ausbeutung“, basiere die Akratie auf dem „Ideal einer von jeder wirtschaftlichen Ausbeutung erlösten Gesellschaft“. Die politische Aufhebung der Klassengesellschaft setzt ihre ökonomische Überwindung voraus.

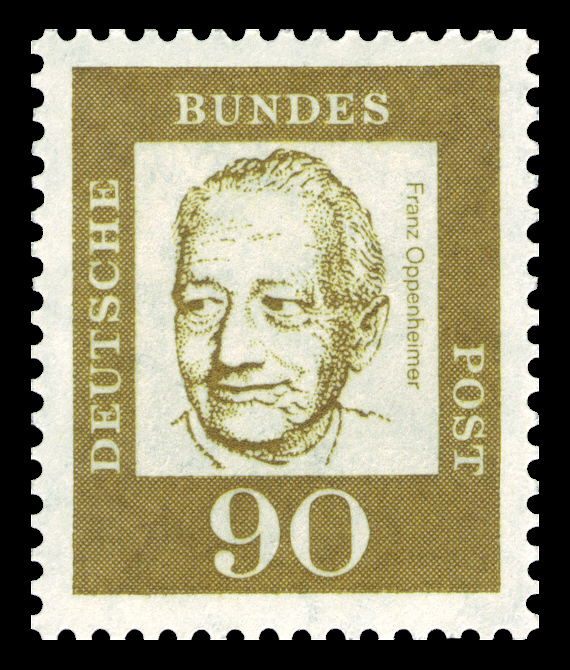
Franz Oppenheimer

## Demokratietheorie
Kulturelles Erbe der Menschheit aus den Jahrtausenden ist die Beherrschung der Massen durch wenige (Oligokratie) oder einzelne (Monokratie). Demgegenüber war die Demokratie ursprünglich weder eine Weltanschauung, Theorie oder Ideal, sondern eine Reaktion auf die Oligokratie, mit der sie sich bis heute im Kampf befindet.
Der Begriff Demokratie drückt den Anspruch auf Mitherrschaft des Volkes (Demos) aus, aber ist theoretisch unscharf, da ein Anschwellen der Mitregierung auf breiter Basis logisch die ausgeübte Herrschaft (Kratie) der Minderheiten zurückdrängt.
Was aber soll das Wort Volks-Herrschaft bedeuten? Oppenheimer schreibt: „Herrschaft war nie etwas anderes als die rechtliche Form einer wirtschaftlichen Ausbeutung.“ „Da man nun die ‚Herrschaft über sich selbst‘ nicht dazu gebrauchen kann, sich selber auszubeuten, (…) so ist damit bewiesen, dass bei voller Verwirklichung der Demokratie die Demokratie aufhört, Kratie zu sein, und - Akratie wird.“
Eine Akratie ist nach Oppenheimer „das Ideal einer von jeder wirtschaftlichen Ausbeutung erlösten Gesellschaft“. Die politische Aufhebung der Klassengesellschaft setzt ihre ökonomische Überwindung voraus. Alle Schwächen der Demokratie erwachsen aus den oligokratischen Resten vordemokratischer Zeiten.